# Diepmannsbachtal und Seitenbäche
Das Naturschutzgebiet Diepmannsbachtal und Seitenbäche liegt auf dem Gebiet der kreisfreien Stadt Remscheid in Nordrhein-Westfalen.
Östlich des Naturschutzgebietes verläuft die A 1 und nördlich die Landesstraße L 81.
Das Gebiet umfasst den Abschnitt des oberen Morsbachtales – einschließlich seiner Seitenbachtäler – von der Einmündung des Diepmannsbaches in den Morsbach bis zu einem Gewerbebetrieb in Breithammer. Die Bezeichnung Diepmannsbachtal entspringt dem historisch-örtlichen Sprachgebrauch und ist nicht eindeutig. Der Diepmannsbach ist nicht Teil dieses Naturschutzgebietes. Er ist eigentlich nur der oberhalb der Tackermühle dem Morsbach zufließende linke Nebenbach des Morsbaches, der seinen Anfang im Naturschutzgebiet Westerholt nimmt.

## Bedeutung
Das etwa 46,7 ha große Gebiet wurde im Jahr 1985 unter der Schlüsselnummer RS-002 unter Naturschutz gestellt. Schutzziele sind u. a.
- die Erhaltung und Entwicklung eines vielfältig strukturierten Sohlentales und seiner Hangwaldbereiche im dicht besiedelten Teil des Bergischen Landes mit einem naturnahen, von Ufergehölz begleiteten Bach, mit gut ausgeprägtem Feucht- und Nassgrünland in verschiedenen Sukzessionsstadien sowie
- die Erhaltung von naturnahem Laubwald, Kleingewässern und kulturhistorischen Relikten (ehemalige Hammerwerke mit Teichen, Mauern) insbesondere als Lebensräume seltener Tier- (Amphibien, Reptilien, Vögel, Bachfauna) und Pflanzenarten.

Stellenweise ist die Groppe noch häufig im Morsbach anzutreffen. Ein kleines Restvorkommen des Kammmolches – das einzige in der Region – besteht im Naturschutzgebiet und durch die Anlage weiterer Teiche wurde und wird versucht, den Bestand zu stabilisieren oder sogar zu vergrößern. Eine jährliche Wiesenmahd am Sirachskotten soll den Bestand der Sumpfgrashüpfer fördern. Im renaturierten Lüttringhauser Bachtal sorgen die Coburger Fuchsschafe für das Offenhalten der Bachaue. In Buchen-Altholzbeständen ist regelmäßig der Schwarzstorch anzutreffen, auch Eisvogel und Wasseramsel fühlen sich am Morsbach wohl.

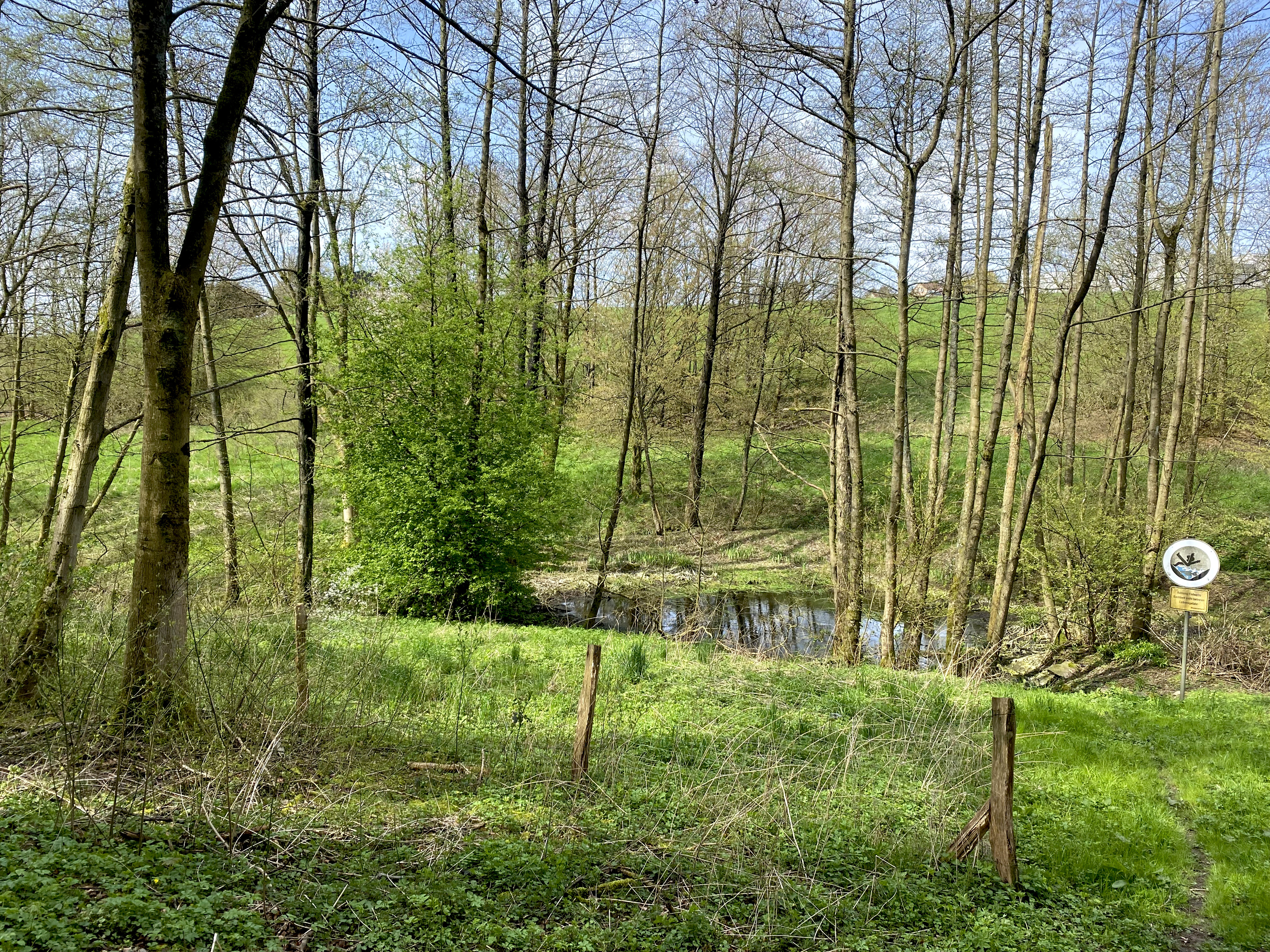
Lüttringhauser Bachtal
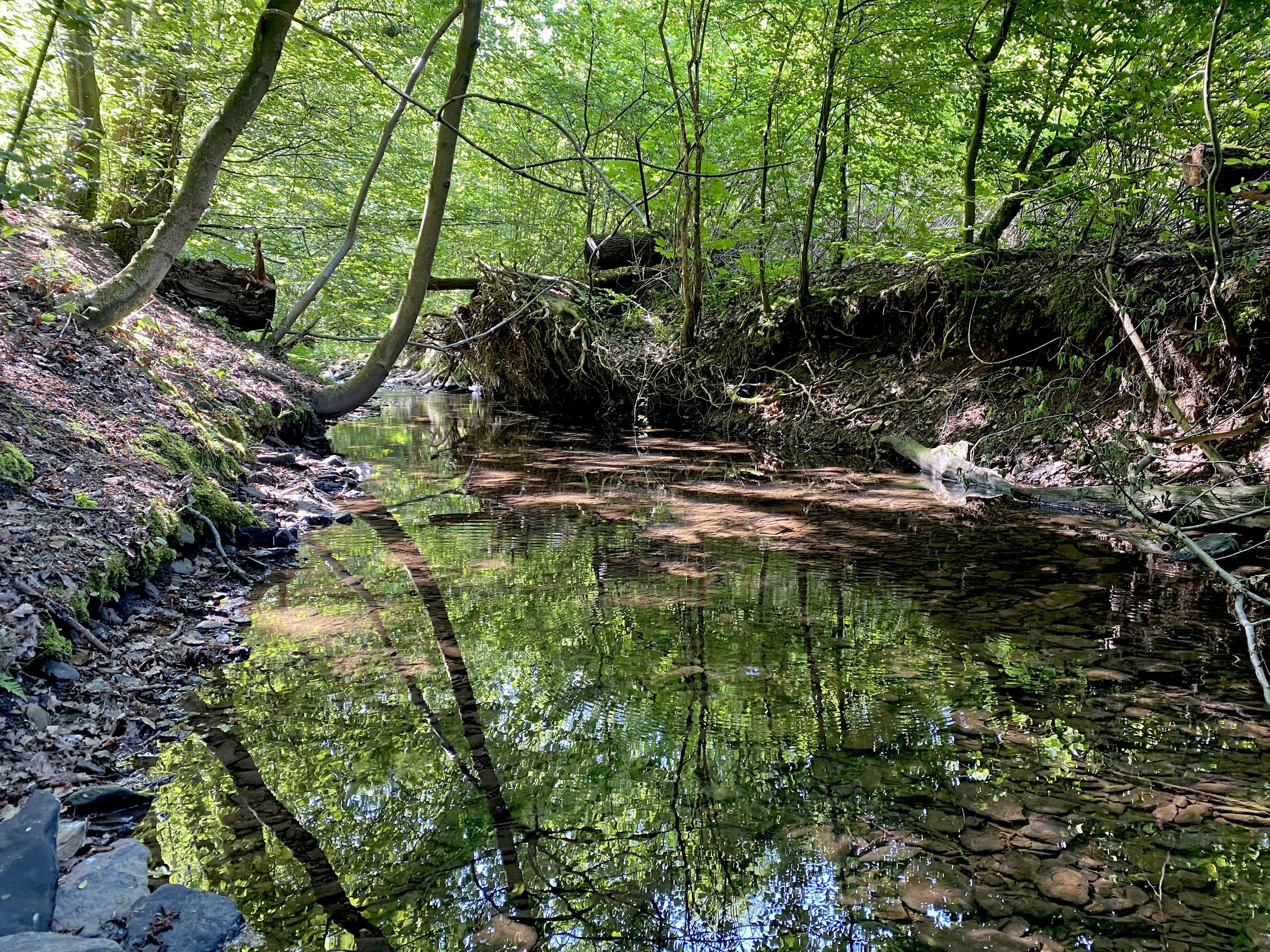
Morsbach zw. Tackermühle und Hermannsmühle
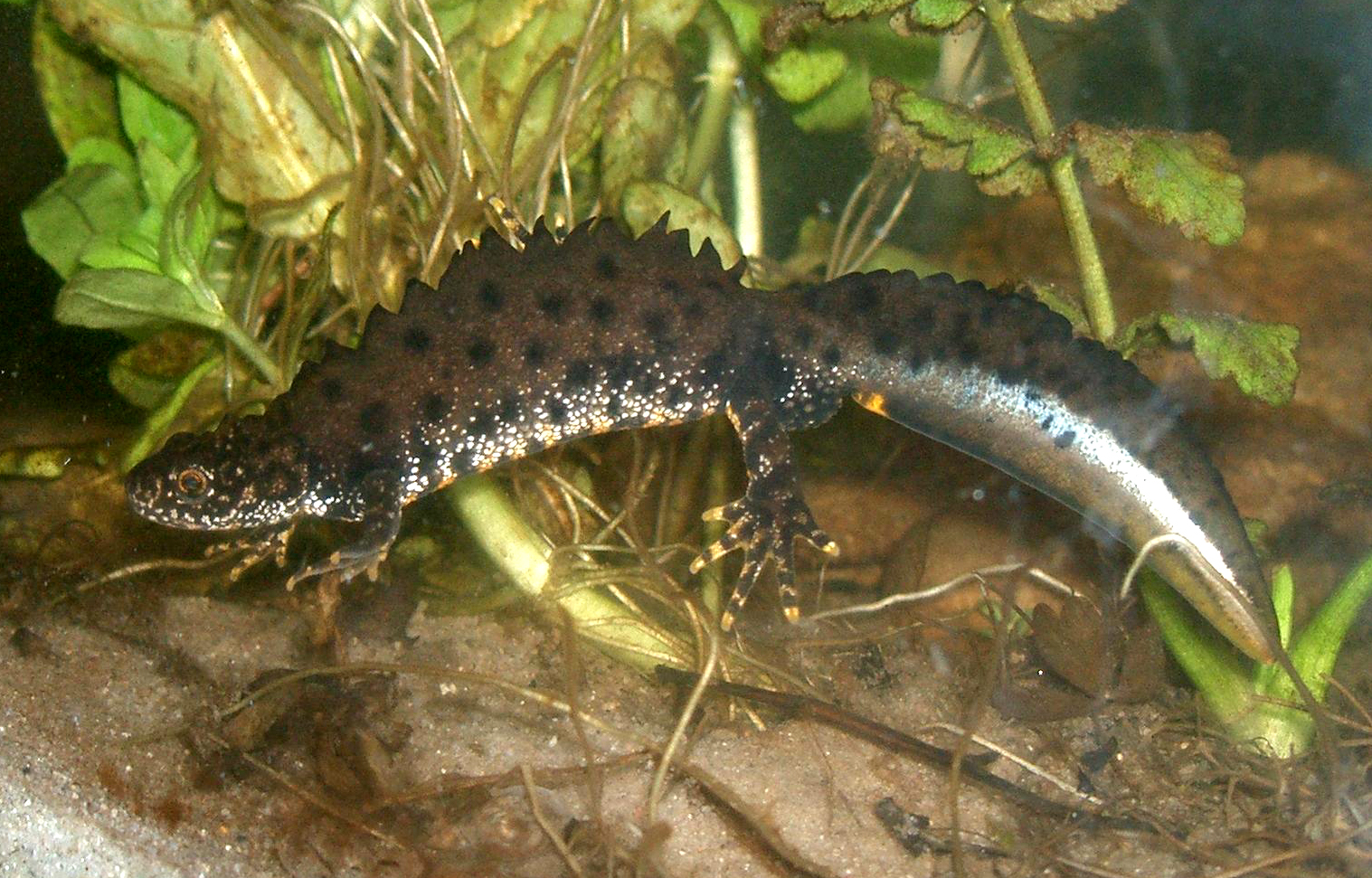
Kammmolchmännchen (Triturus cristatus)
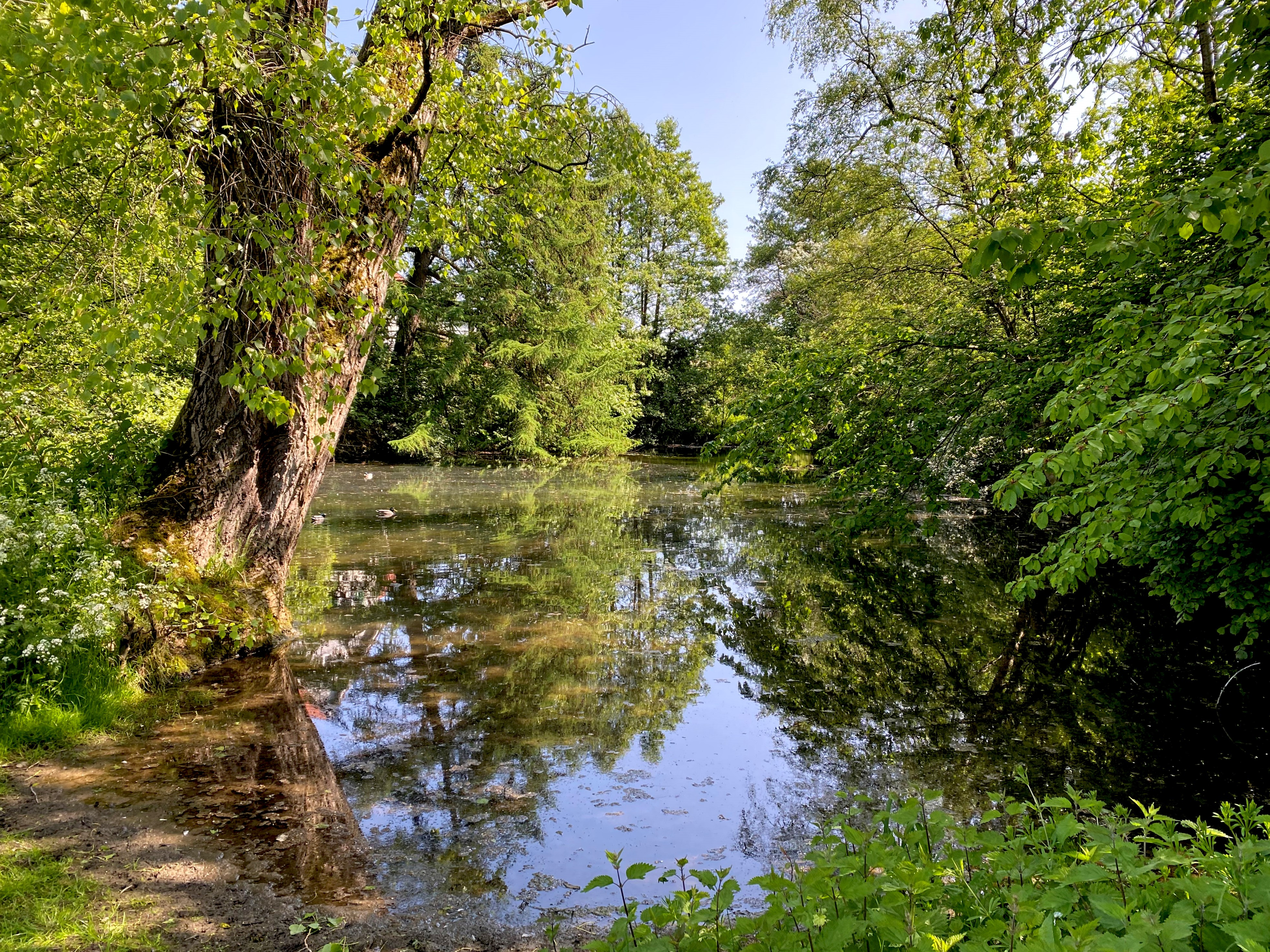
Teich in Buscherhof
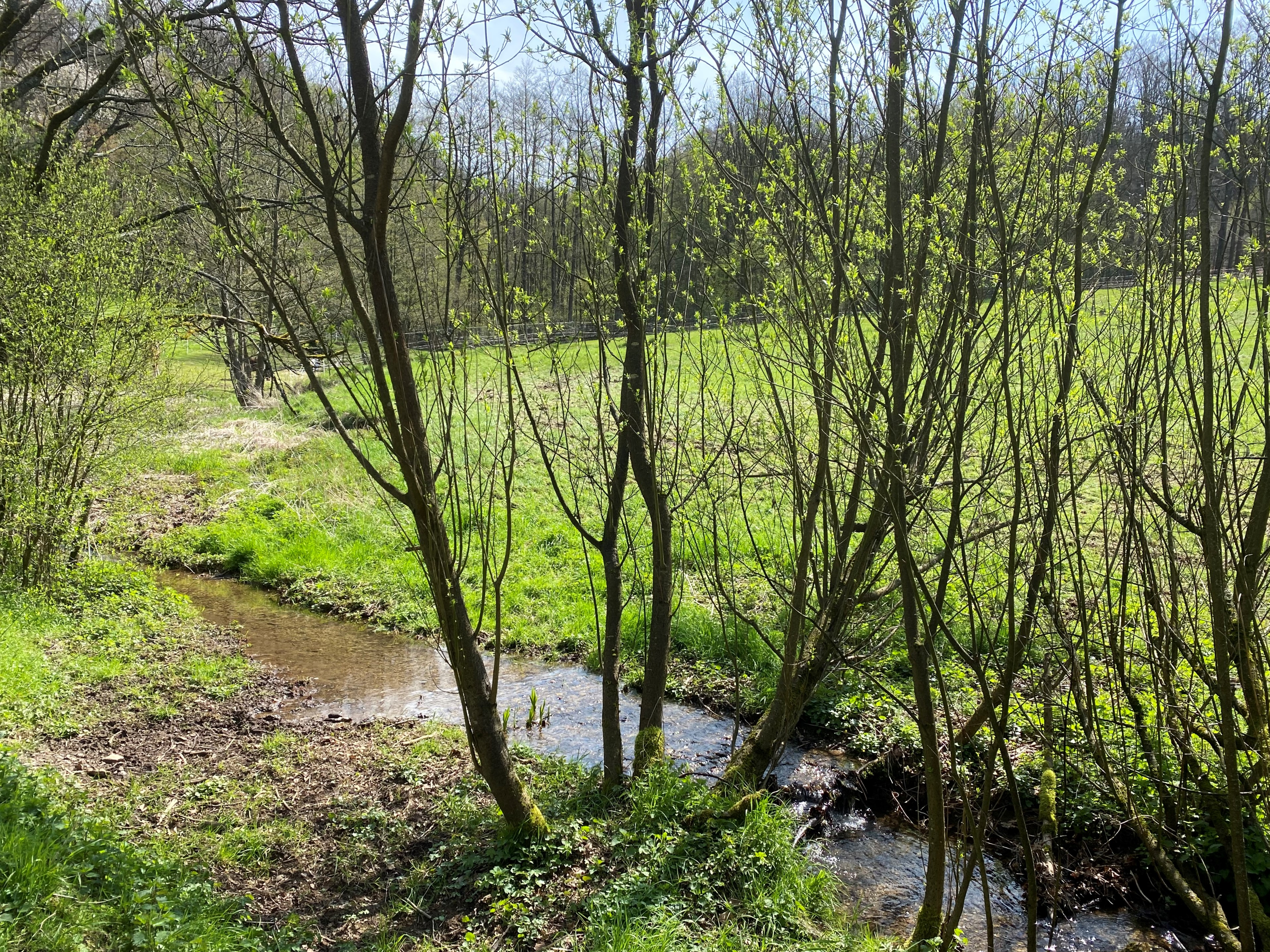
Buscherhofbach – linker Zufluss zum Lüttringhauser Bach
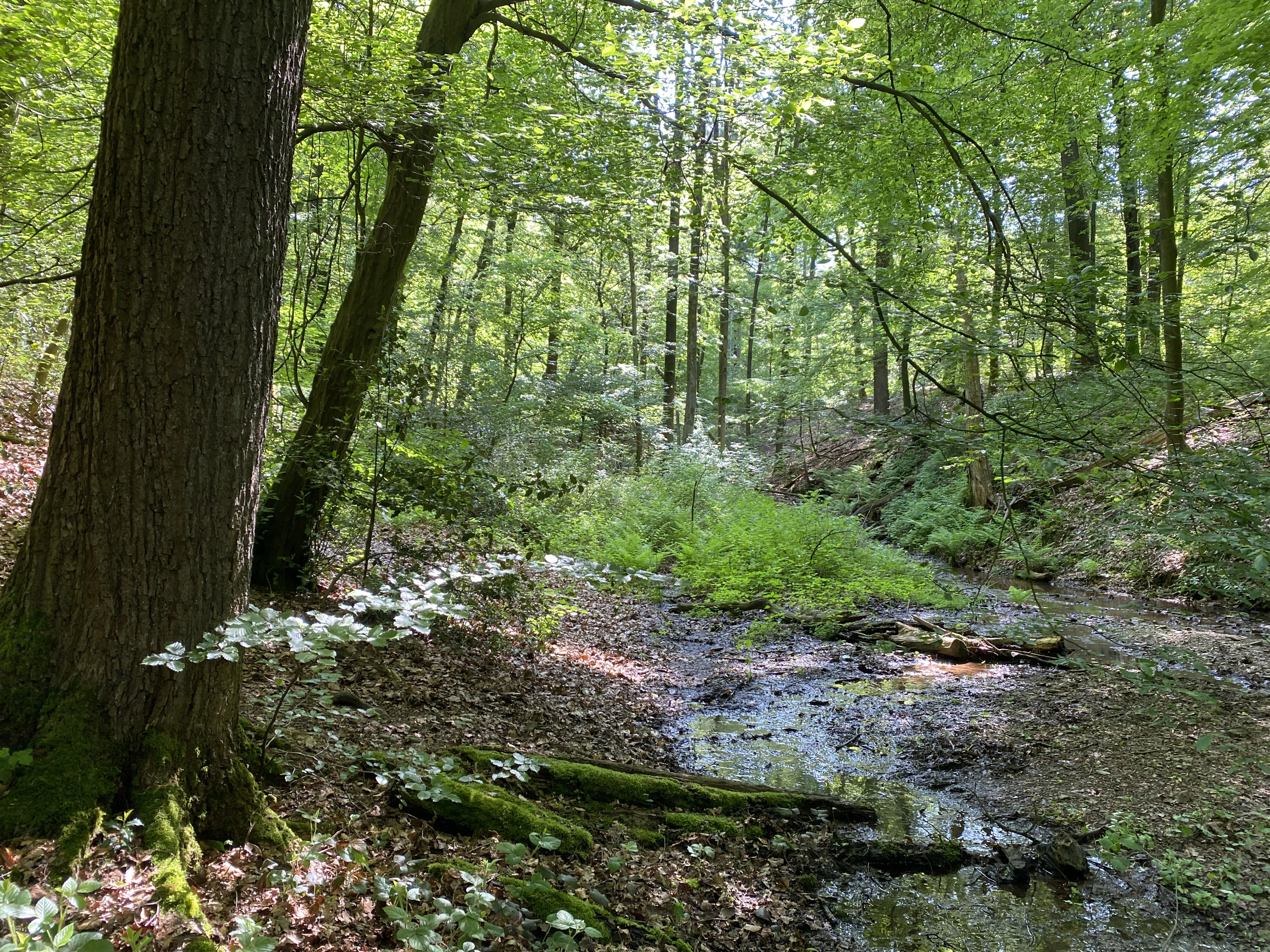
Buscherhofbach
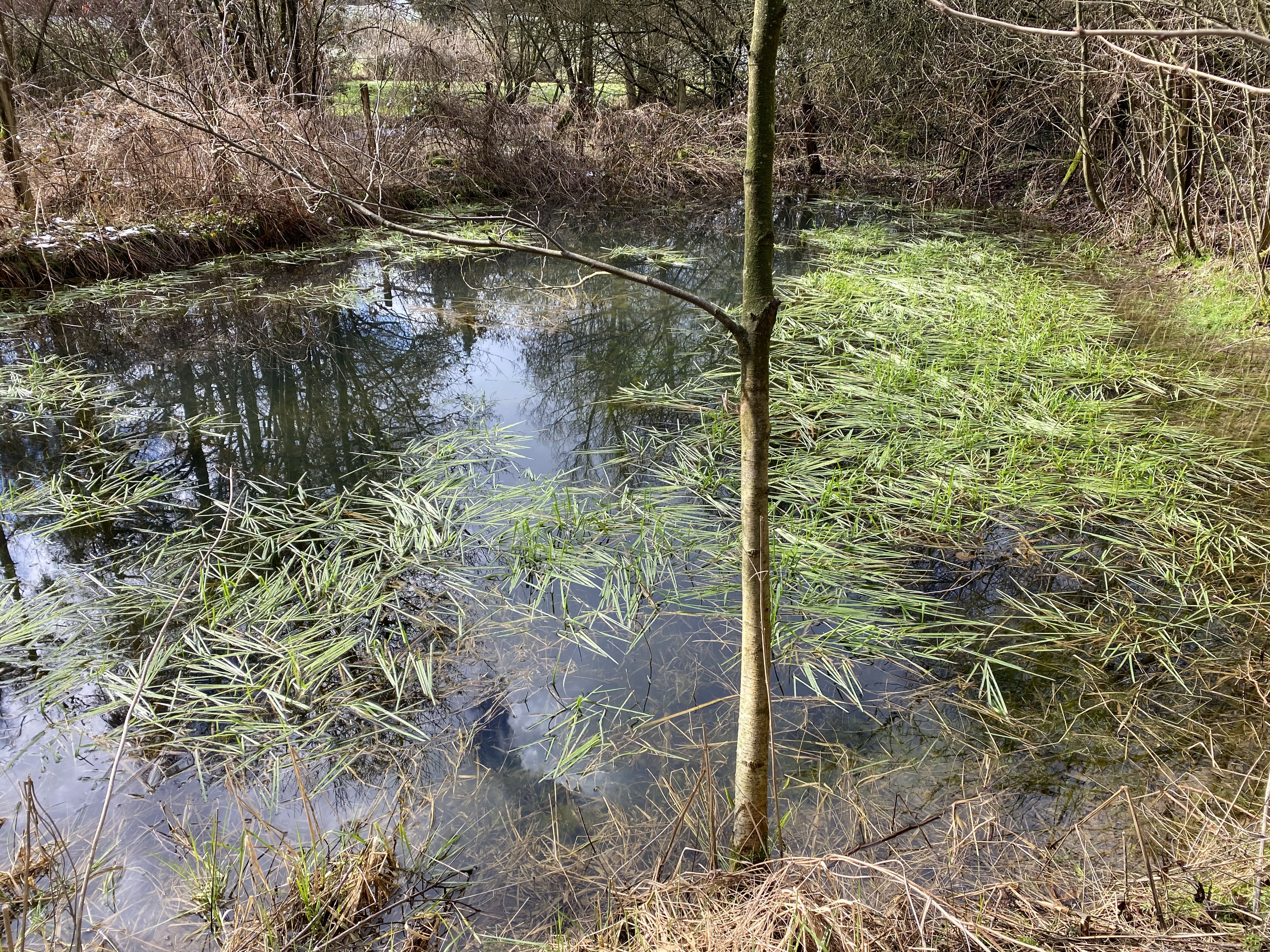
Teich am Sirachskotten
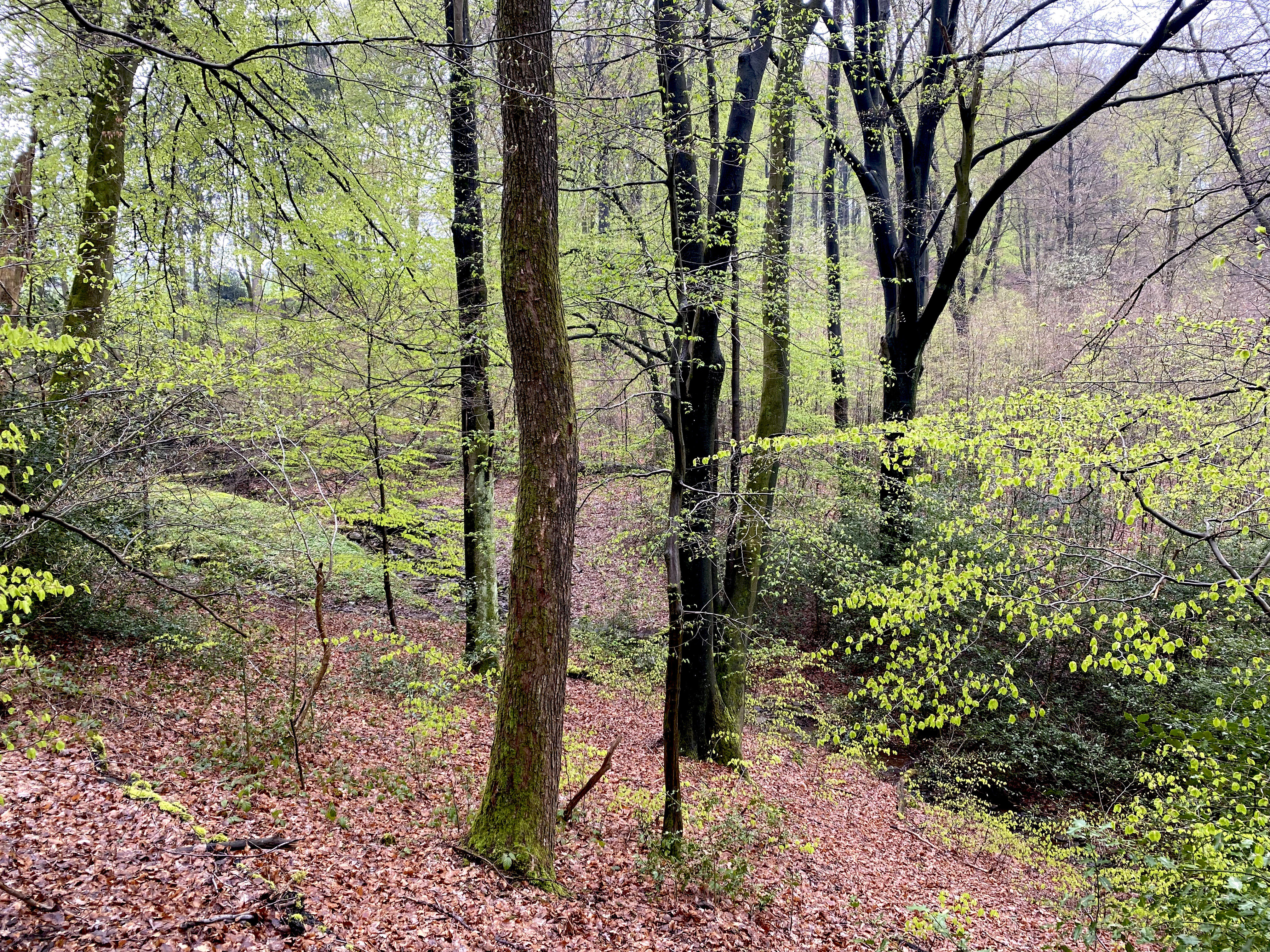
Suhler Siepen – linker Zufluss des Morsbach vom Nordhang des Hohenhagens
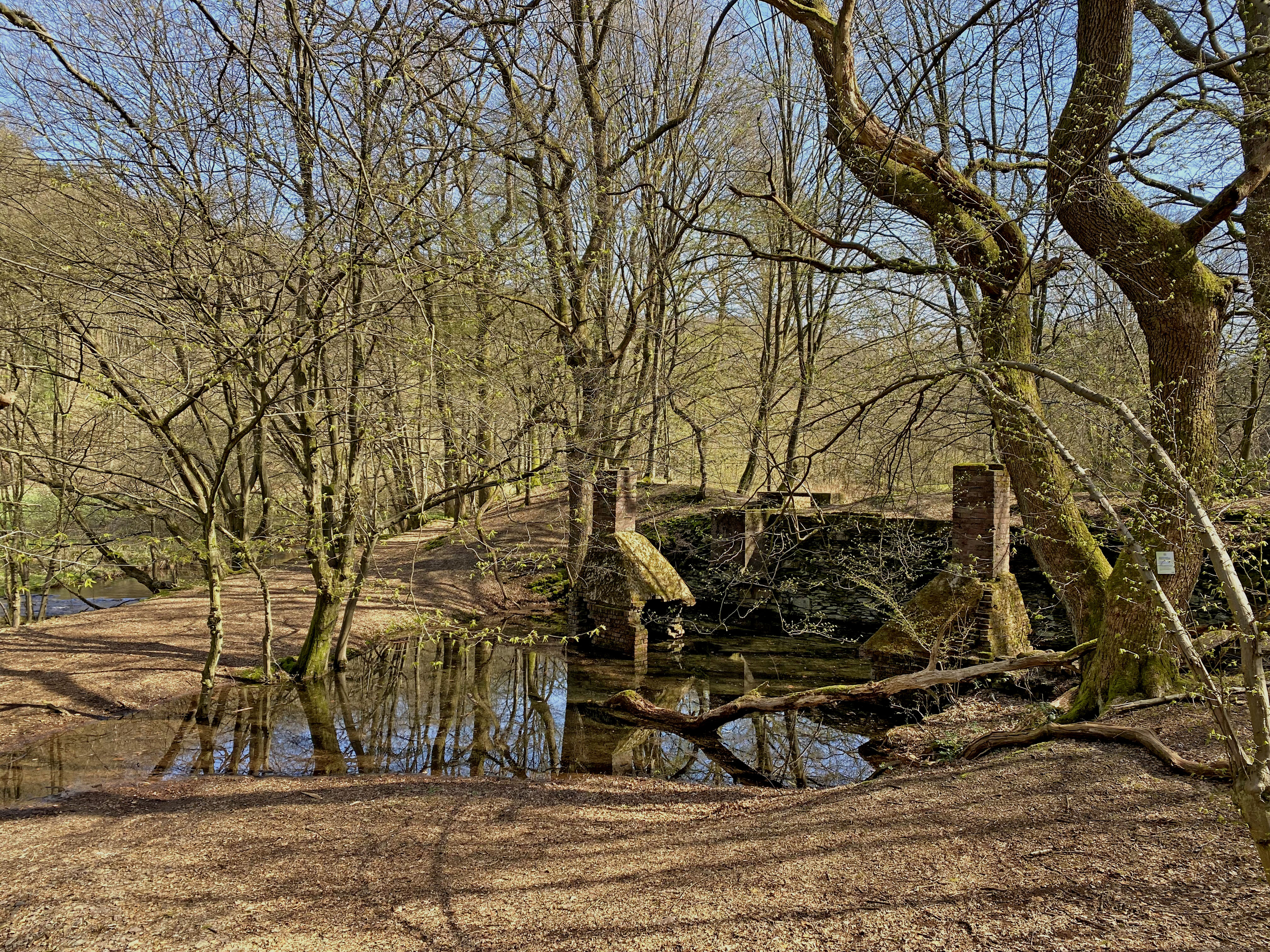
Bärenhammer
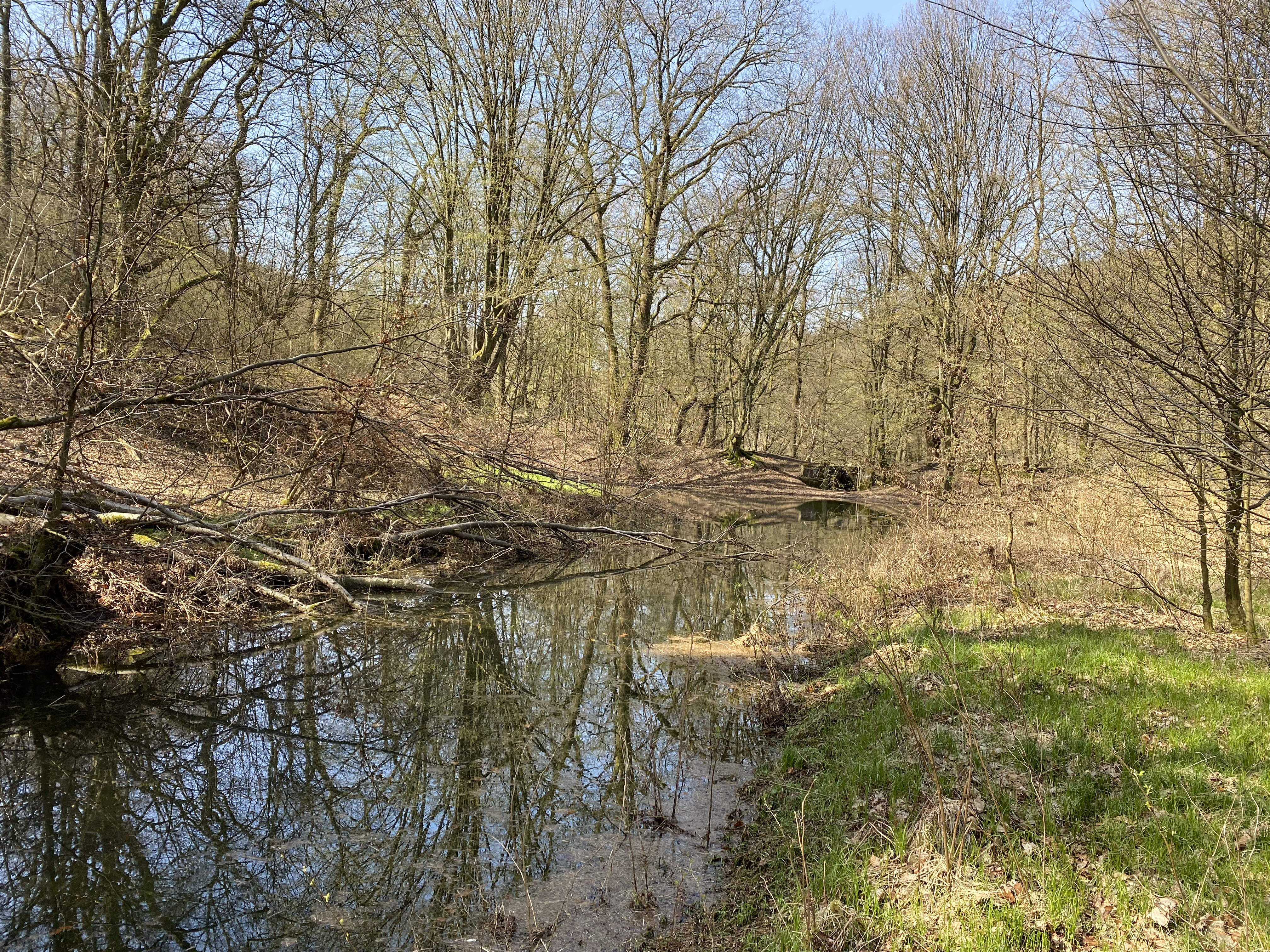
ehem. Hammerteich am Bärenhammer
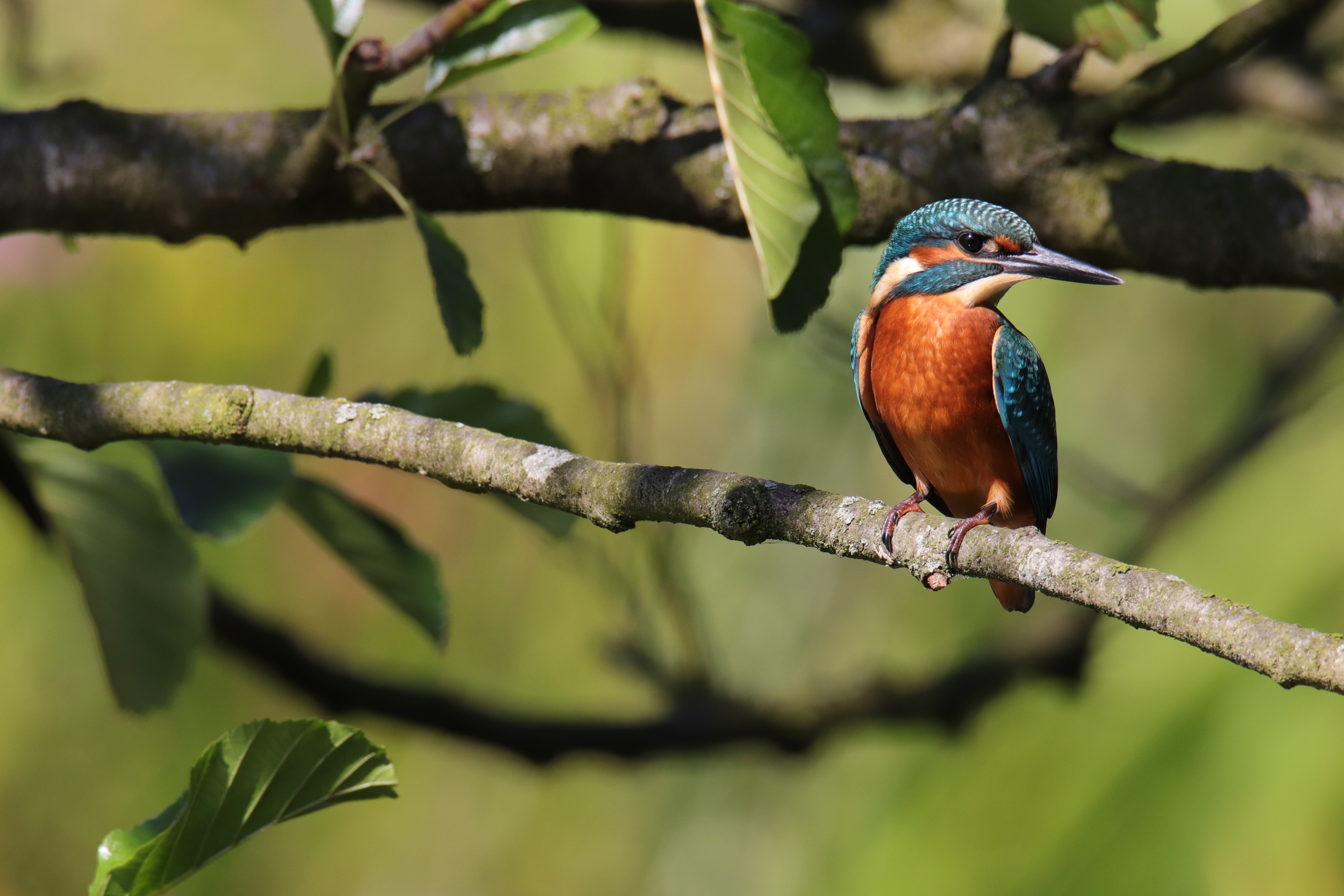
Eisvogel – Brutvogel im Diepmannsbachtal
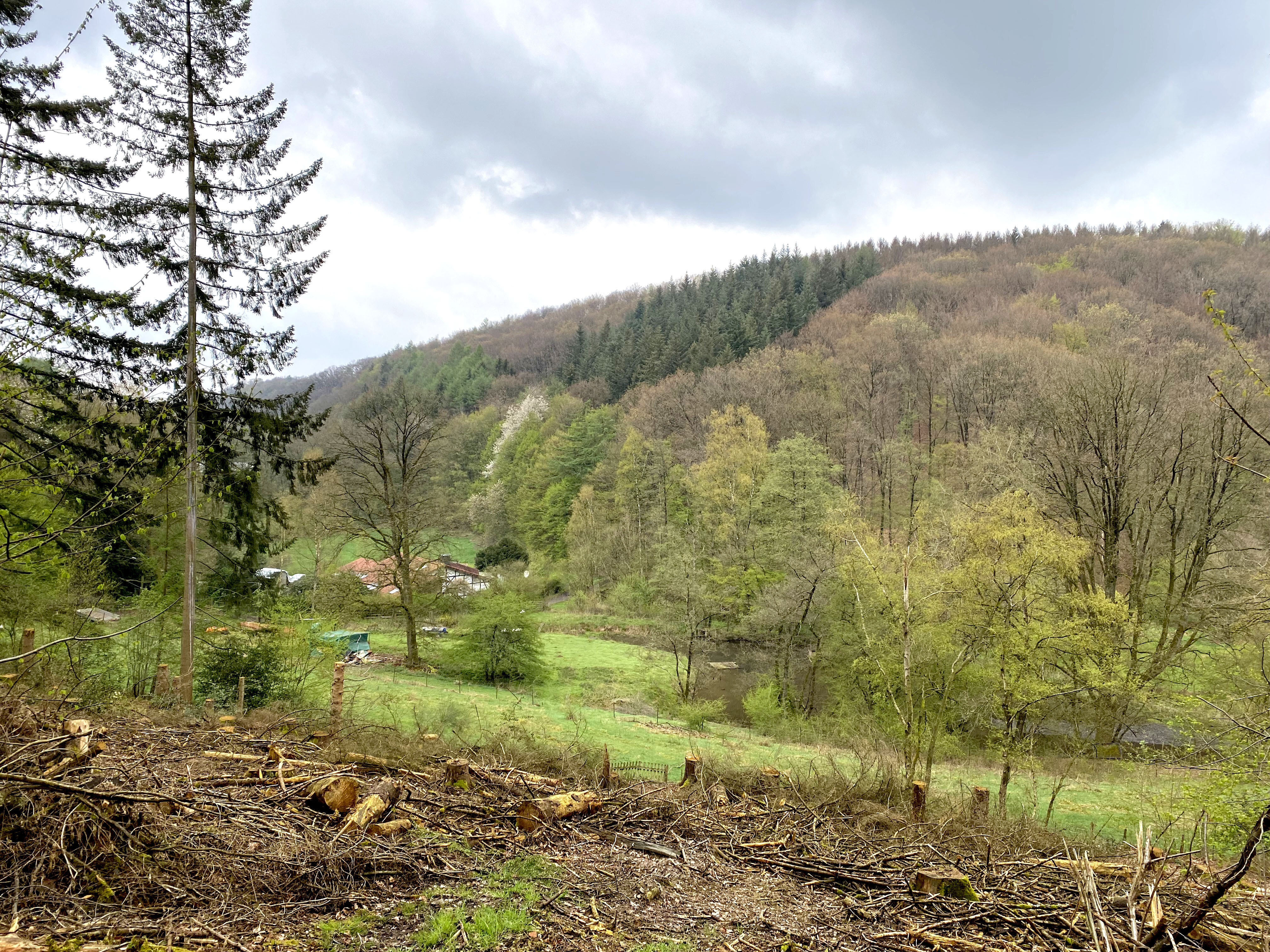
Danielshammer mit Stauteich
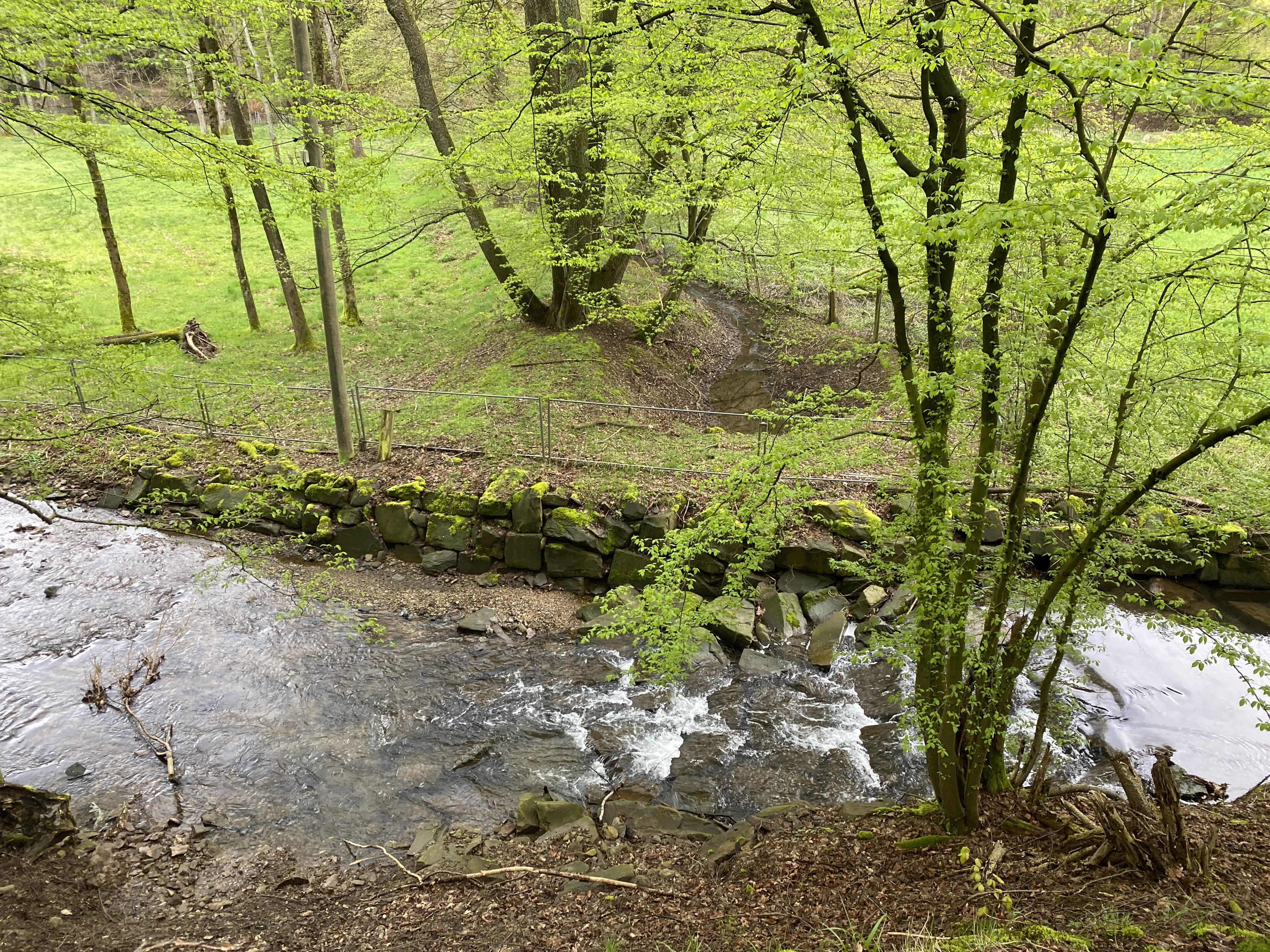
Morsbach mit Abzweig Obergraben zum Stauteich Breithammer